# Fontinale commune
Fontinalis antipyretica
Espèce

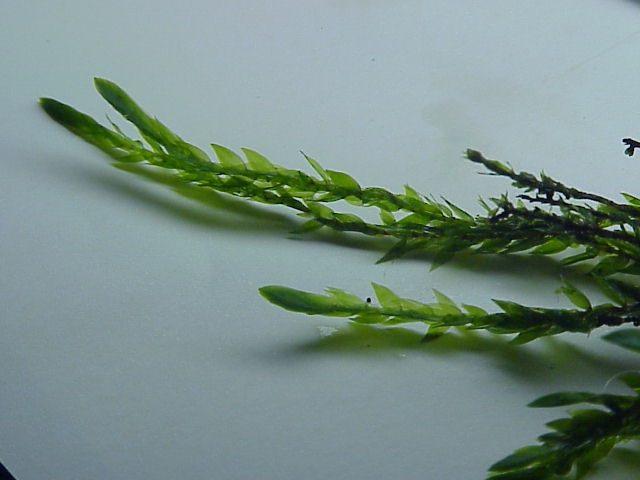
Détail de tiges feuillées de fontinale commune.

La Fontinale commune, Fontinalis antipyretica, est une mousse aquatique. Elle vit dans les eaux fraîches et de faible courant. Ses feuilles sont vert foncé.

## Étymologie
Le nom du genre vient du latin fontinalis (« de source, de fontaine ») en référence à son habitat aquatique. L'épithète spécifique antipyretica (du grec anti, « contre » et pur, « feu, fièvre ») rappelle que cette espèce a été une plante médicinale utilisée comme antipyrétique.

## Description
La Fontinale se présente sous la forme de touffes ramifiées, à tiges recouvertes sur 3 rangs de feuilles ovales vert foncé.